# Reinhardtsdorf-Schöna

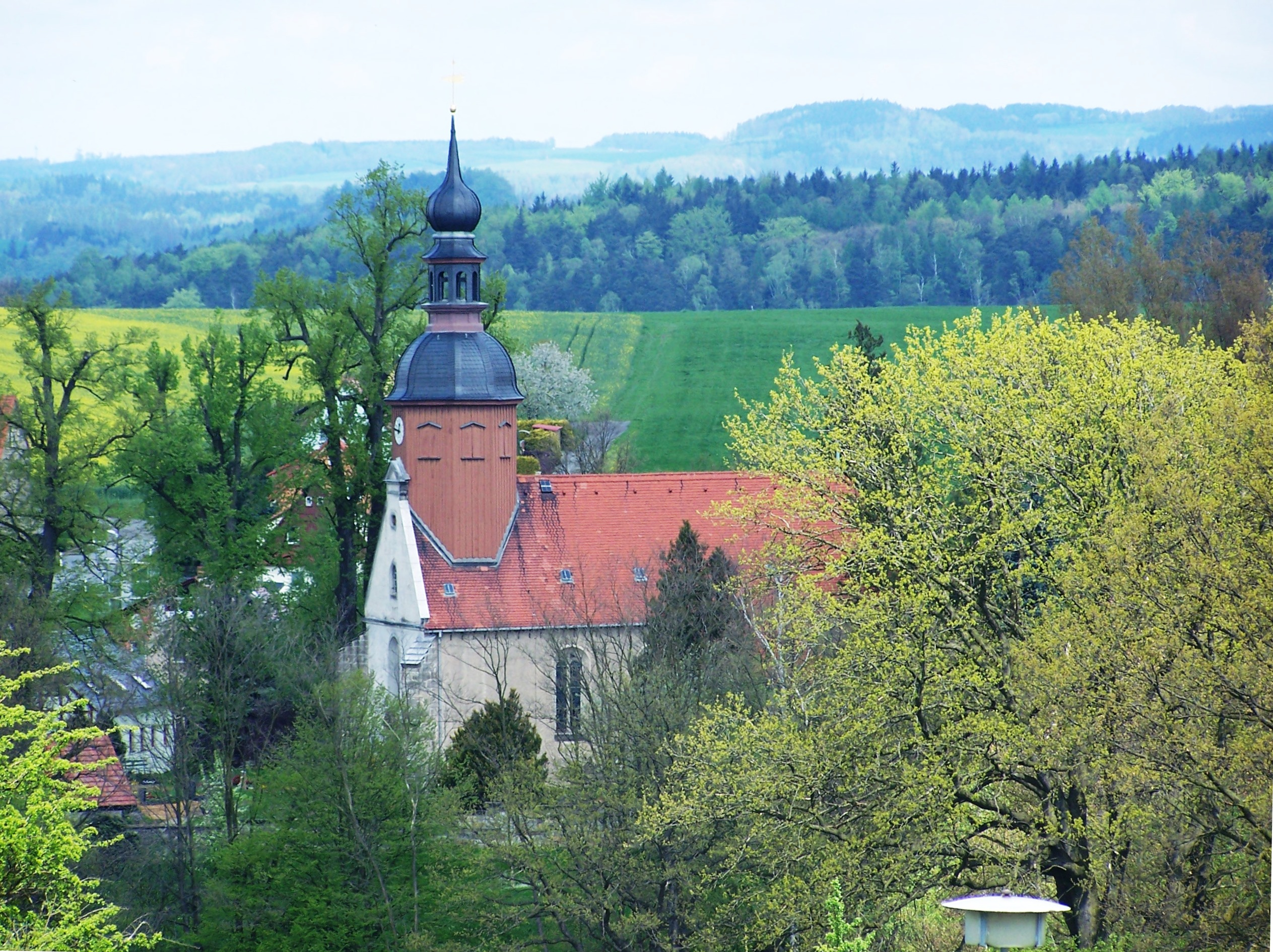
Die Barockbauernkirche in Reinhardtsdorf

Reinhardtsdorf-Schöna ist eine Gemeinde in Sachsen. Sie liegt linkselbisch südöstlich von Bad Schandau im Landkreis Sächsische Schweiz-Osterzgebirge. Die Gemeinde ist ein staatlich anerkannter Erholungsort.

## Geschichte
Reinhardtsdorf-Schöna umfasst die Ortsteile Reinhardtsdorf, Schöna und Kleingießhübel, die sich zum 1. Januar 1973 zusammenschlossen. Die Gemeinde war bis 2018 staatlich anerkannter Erholungsort und ist es seit dem 29. April 2024 erneut.

### Reinhardtsdorf
Reinhardtsdorf ist ein bereits 1368 erwähntes Waldhufendorf, mit ehemals vorwiegend landwirtschaftlicher Prägung. Heute liegt der wirtschaftliche Schwerpunkt auf dem Fremdenverkehr. Südlich des Ortes liegt das Waldbad. Die spätgotische Kirche stammt aus dem Jahr 1523, der Turm von 1685. Neben dem Gehöft Nr. 7 steht eine alte, geschützte Linde von ca. 1550. Im Haus Nr. 21, bzw. dessen Scheune befand sich während der Zeit des Nationalsozialismus eine illegale Druckerei, worauf ein Denkmal verweist. 2009 zählte Reinhardtsdorf 854 Einwohner (1999: 986 Einwohner).
Am 14. Februar 2010 stürzte beim Time-Air-Flug 039C eine Cessna Citation Bravo in Ortsnähe ab.

### Schöna
Schöna liegt auf 280 m südlich der Elbe nahe der Grenze zu Tschechien. Das alte Waldhufendorf, 1379 erstmals erwähnt, besteht u. a. aus kleinen Häusleranwesen und alten Dreiseitbauernhöfen. Am Ortsrand von Schöna ragt die Kaiserkrone empor, etwas weiter südlich der Zirkelstein. Der Hirschgrund führt zur Elbe hinab bis Hirschmühle und zerschneidet die Ebenheit von Schöna. Auf Grund des großen Wasserreichtums und des hohen Gefälles waren hier ursprünglich mehrere Mühlen in Betrieb. Die wenigen Anwesen in dem leicht dämmrigen und kühlen Engtal gehören zu Schöna. In einem Umgebindehaus in der Hauptstraße befindet sich die Heimatstube Schöna mit historischen Zeugnissen des Lebens der Einwohner in früheren Jahrhunderten. Im Nordwesten in Richtung des Großen Zschirnstein steht eine markante Eiche genannt „Kreusels Eiche“. Ein bedeutender Sohn der Gemeinde ist Wilhelm Schaffrath (1814–1893), Jurist, Landtags- und Reichstagsabgeordneter. Er war Delegierter der Nationalversammlung in der Frankfurter Paulskirche 1848. 2009 zählte Schöna 454 Einwohner (1999: 565 Einwohner).

### Kleingießhübel
Kleingießhübel wurde 1379 erstmals als Gizobel erwähnt. Neben dem Abbau von Brauneisenerz am Zschirnstein bildete die Herstellung von Pech als Schmiermittel für die Wagen auf der den Ort berührenden Straße nach Tetschen die Haupteinnahmequelle.

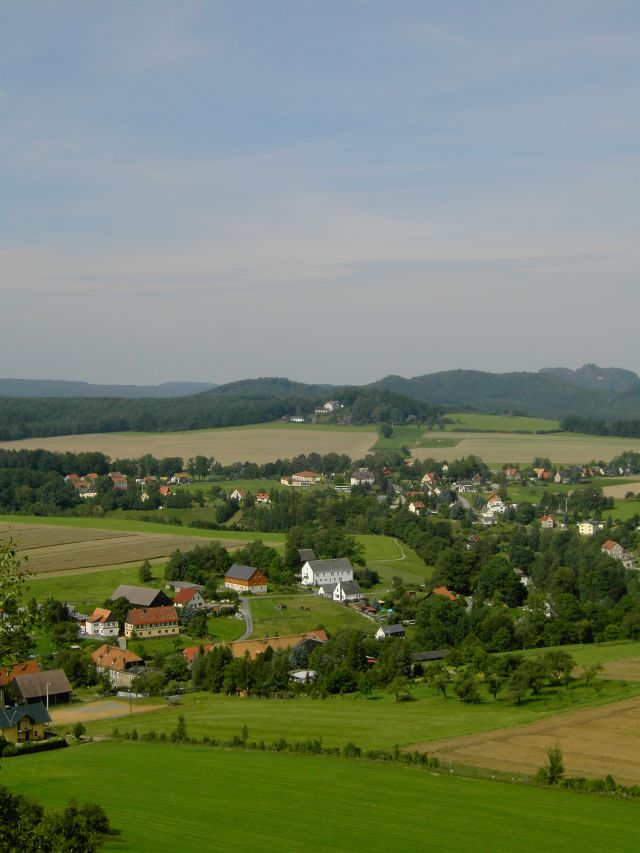
Blick von der Kaiserkrone auf Schöna (Vordergrund) und Reinhardtsdorf (Hintergrund)
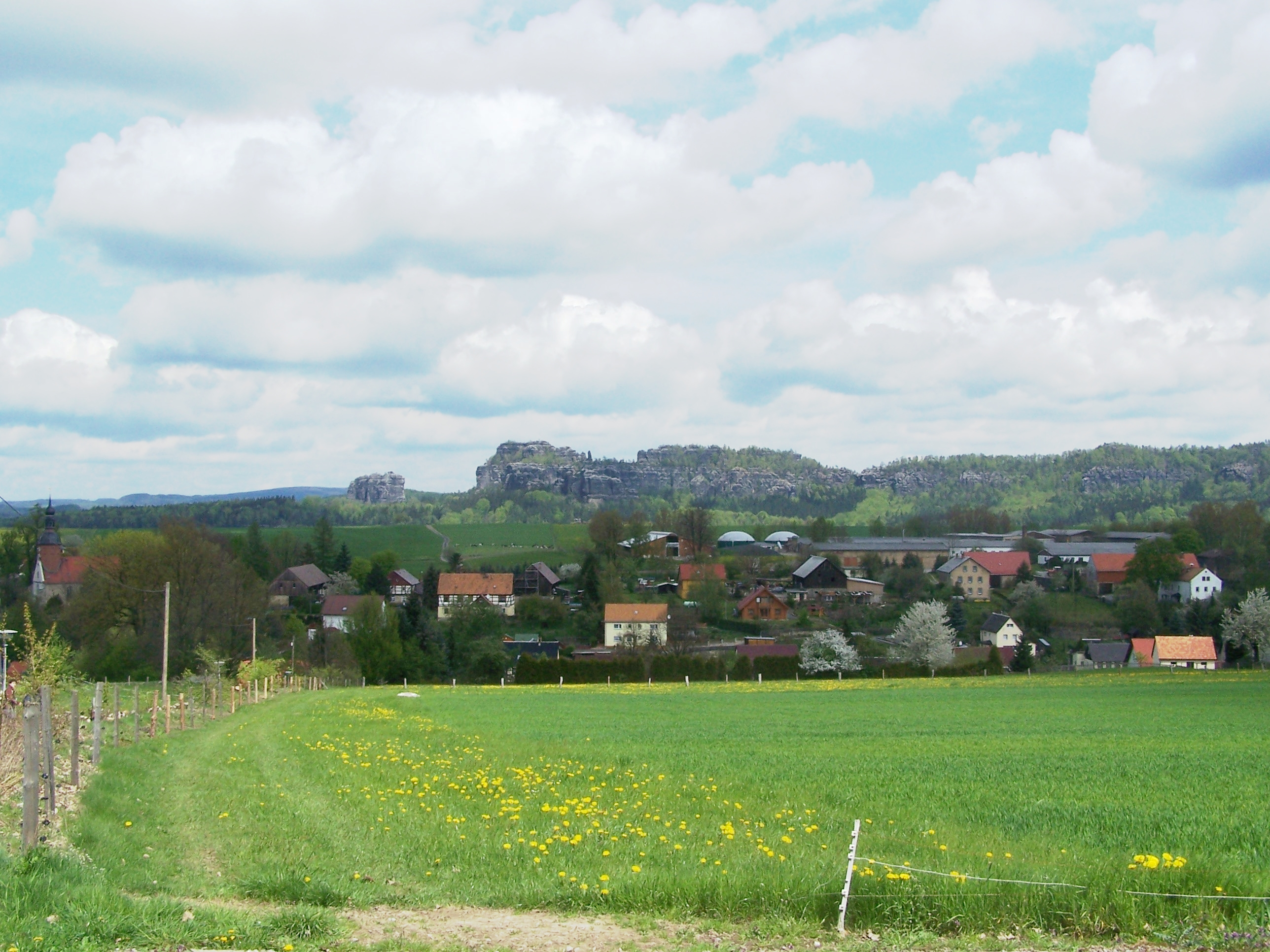
Blick vom Wolfsberg auf Reinhardtsdorf mit den Schrammsteinen im Hintergrund
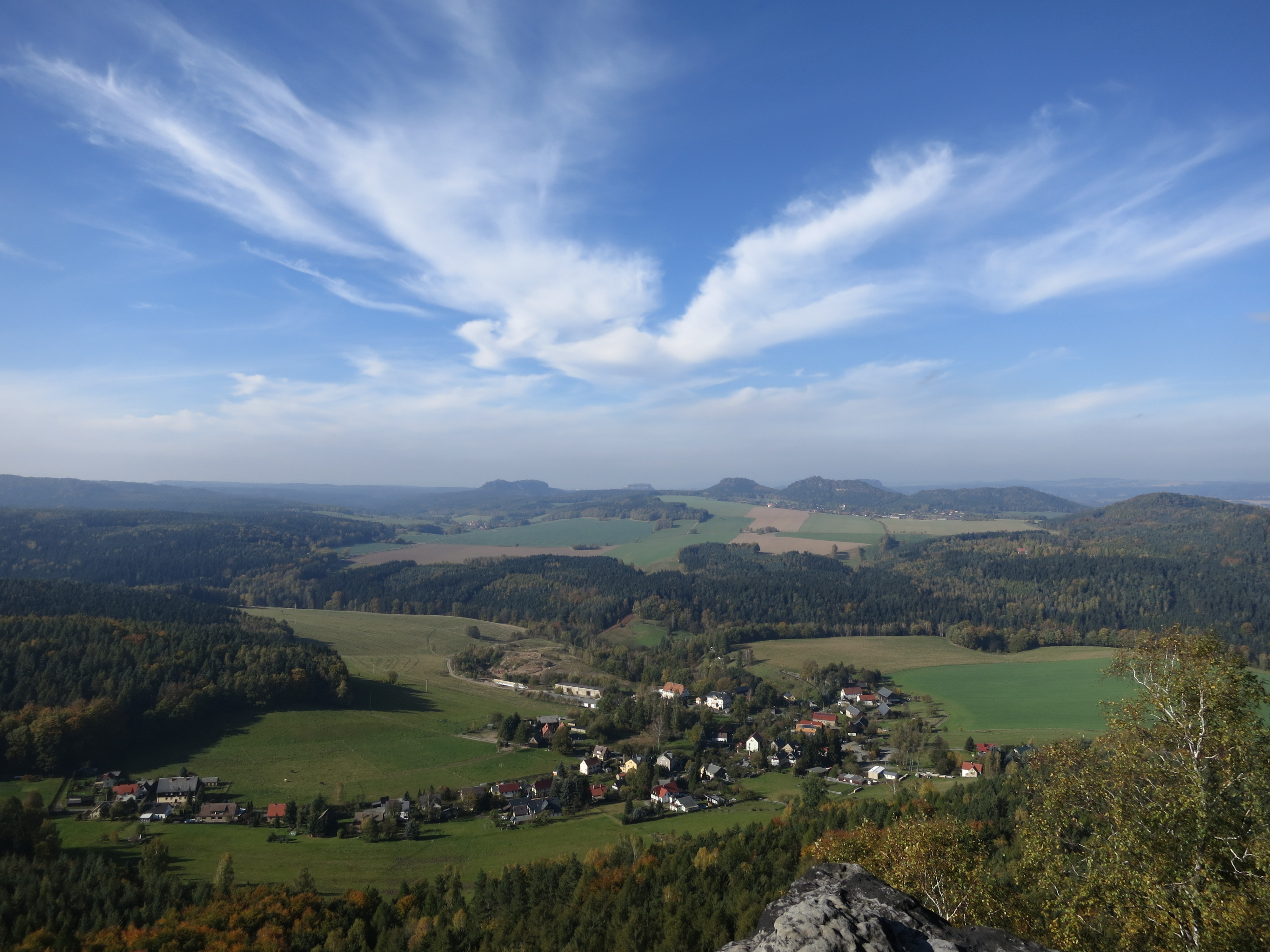
Blick vom Kleinen Zschirnstein auf Kleingießhübel

## Politik
- WV 94: 7
- WV 09: 2
- Die Heimat: 2

Die NPD konnte bei der Landtagswahl in Sachsen 2004 hier mit 23,1 % ihr bestes Ergebnis erzielen und auch zur Bundestagswahl 2005 erzielte sie mit 14,4 % überdurchschnittlich viele Stimmen.
Bei den Bürgermeisterwahlen 2006 war im Vorfeld erwartet worden, dass ein NPD-Kandidat sehr gute Chancen hätte. Mittels eines Bürgerentscheids auf Initiative der NPD war am 12. März 2006 eine Gemeindefusion mit der Nachbarstadt Bad Schandau gestoppt worden, die die Neuwahl verhindert hätte. Bei reger Wahlbeteiligung votierten 93 % der 1380 Einwohner von Reinhardtsdorf-Schöna für eine Selbständigkeit der Gemeinde. Bei den Wahlen am 23. April setzte sich jedoch mit Olaf Ehrlich ein unabhängiger Kandidat durch, der sich zuvor deutlich von der NPD distanziert hatte. Von der NPD traten keine Kandidaten zur Wahl an, da sie eine Blockade des Ortes befürchteten.
Bei der Kreistagswahl am 8. Juni 2008 erreichten die Freien Wähler mit 26,8 % das beste Ergebnis. Die NPD erhielt mit 25,2 % mehr Stimmen als CDU (21,7 %), Linke (15,6 %), FDP (4,2 %), SPD (3,7 %) und Grüne (2,8 %).
Seit der Gemeinderatswahl am 9. Juni 2024 verteilen sich die 11 Sitze des Gemeinderates folgendermaßen auf die einzelnen Gruppierungen:
- Wählervereinigung 94 (WV94): 7 Sitze
- Heimat (ehem. NPD): 2 Sitze
- Wählervereinigung 2009 (WV09): 2 Sitze

| Liste                  | 2024   | 2024   | 2019   | 2019   | 2014   | 2014   |
| Liste                  | Sitze  | in %   | Sitze  | in %   | Sitze  | in %   |
| ---------------------- | ------ | ------ | ------ | ------ | ------ | ------ |
| Wählervereinigung 94   | 7      | 54,1   | 9      | 63,7   | 8      | 61,9   |
| Heimat (bis 2019: NPD) | 2      | 22,9   | 2      | 19,4   | 2      | 20,5   |
| Wählervereinigung 2009 | 2      | 20,8   | 1      | 10,5   | 2      | 17,6   |
| Grüne                  | –      | 2,1    | –      | –      | –      | –      |
| Linke                  | –      | –      | –      | 6,3    | –      | –      |
| Wahlbeteiligung        | 76,6 % | 76,6 % | 74,8 % | 74,8 % | 63,5 % | 63,5 % |

Dabei erreichte die inzwischen in Die Heimat umbenannte NPD mit 22,9 % der Stimmen wiederum ihr bestes Ergebnis in Sachsen.
| Wahl | Bürgermeister | Vorschlag            | Wahlergebnis (in %) |
| ---- | ------------- | -------------------- | ------------------- |
| 2020 | Andreas Heine | Wählervereinigung 94 | 91,3                |
| 2013 | Olaf Ehrlich  | Ehrlich              | 98,8                |
| 2006 | Olaf Ehrlich  | WV 94                | 67,3                |
| 2001 | Arno Suddars  | WV 94                | 96,9                |

## Sehenswürdigkeiten

### Reinhardtsdorfer Kirche

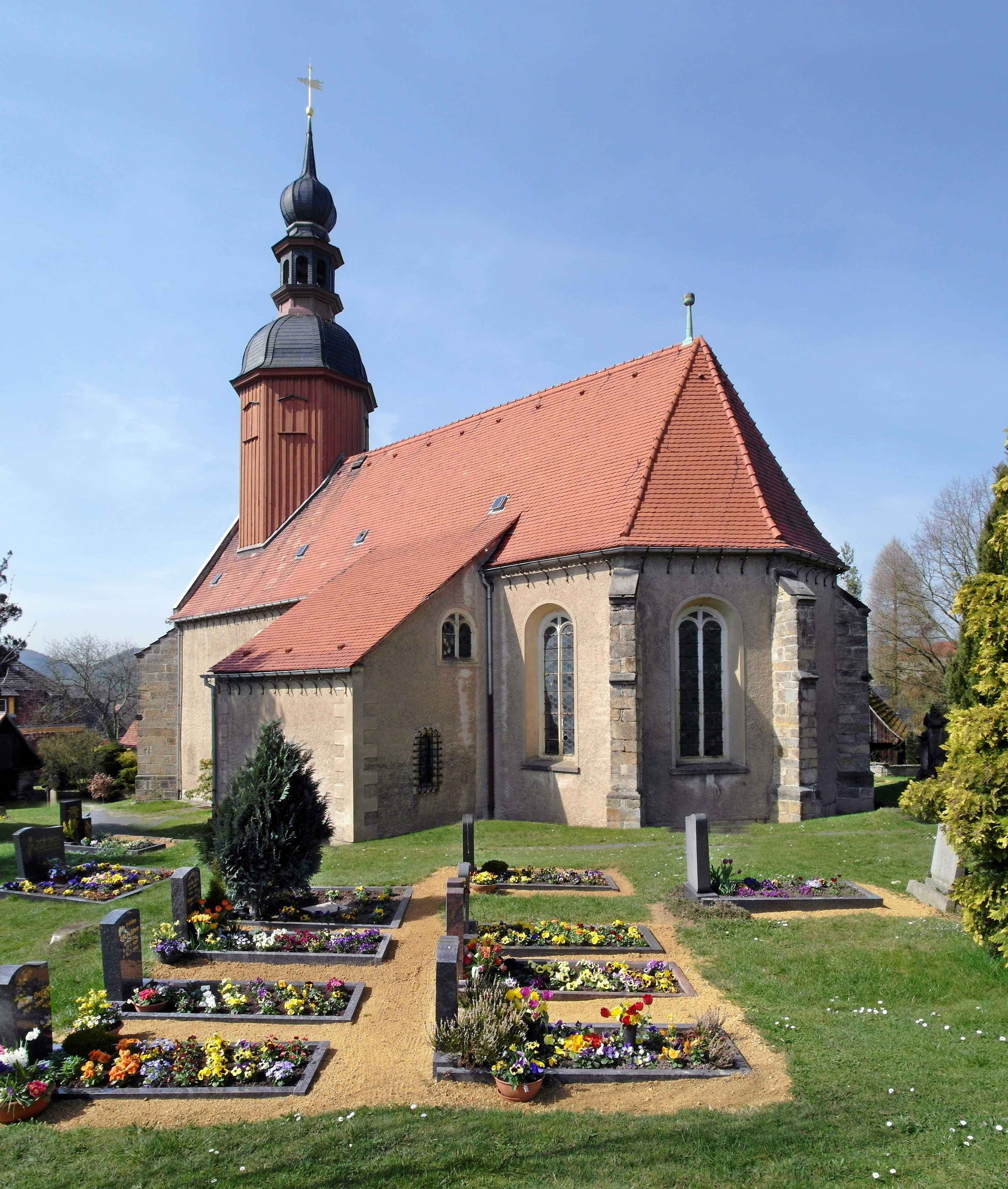
Dorfkirche

Die Kirche in Reinhardtsdorf ist eine spätmittelalterliche Saalkirche des 15./16. Jahrhunderts, die in den Jahren 1675/89 umgestaltet wurde.

### Gedenkstätten
- Gedenkstein von 1948 an der Glaserschmiede im Haus Nr. 50 für alle Opfer des Faschismus, namentlich für die NS-Gegner Bernhardt Geißler, der 1940 in der NS-Tötungsanstalt Brandenburg den Tod fand, sowie für Walter Hering, der 1937 in der Tötungsanstalt Pirna-Sonnenstein ums Leben kam.
- Das Naturfreundehaus „Zirkelsteinhaus“ Nr. 109 trug zu DDR-Zeiten den Namen des jüdisch-kommunistischen Widerstandskämpfers Hans Dankner, der 1944 im KZ Auschwitz ermordet wurde.

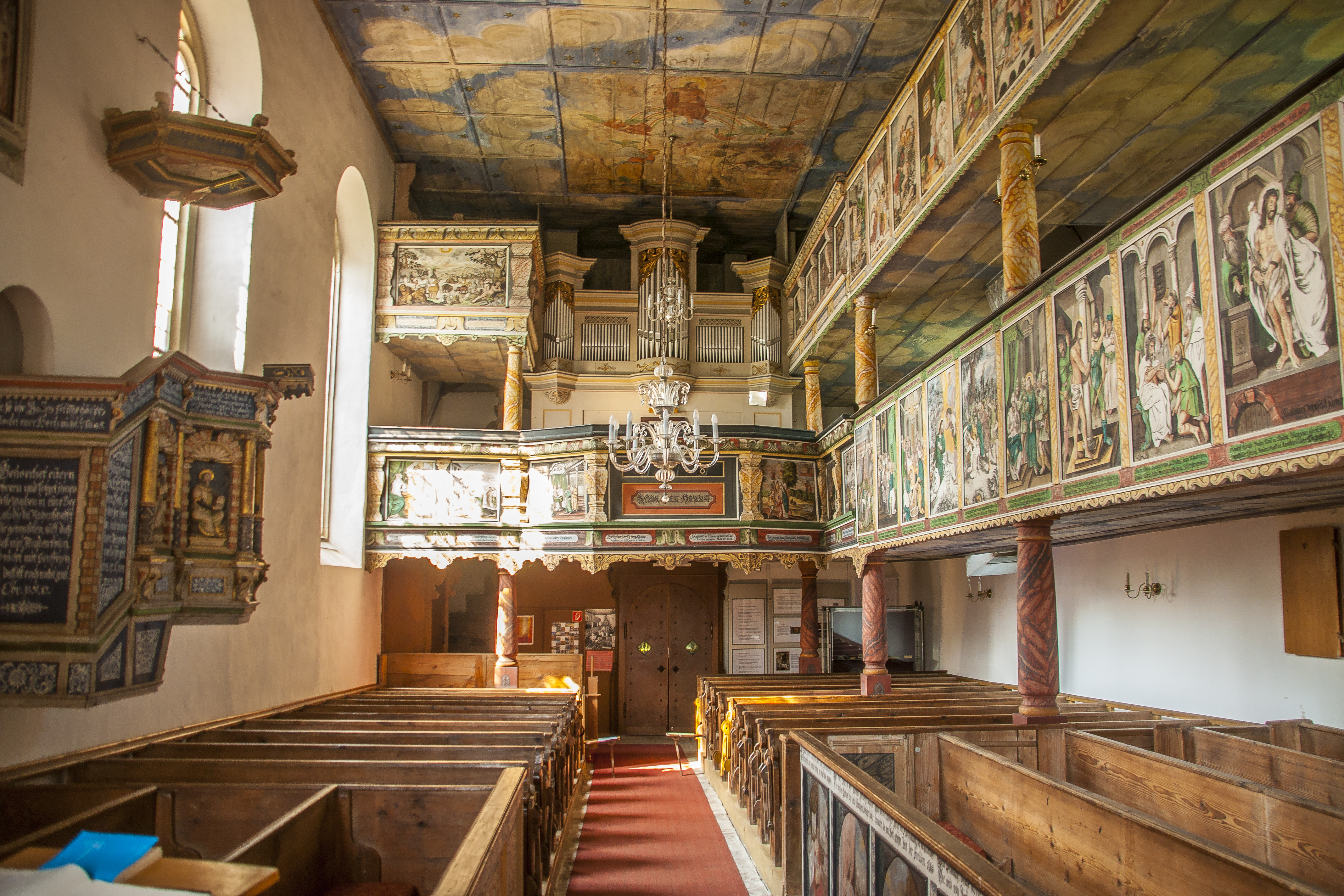
Die Barockbauernkirche in Reinhardtsdorf
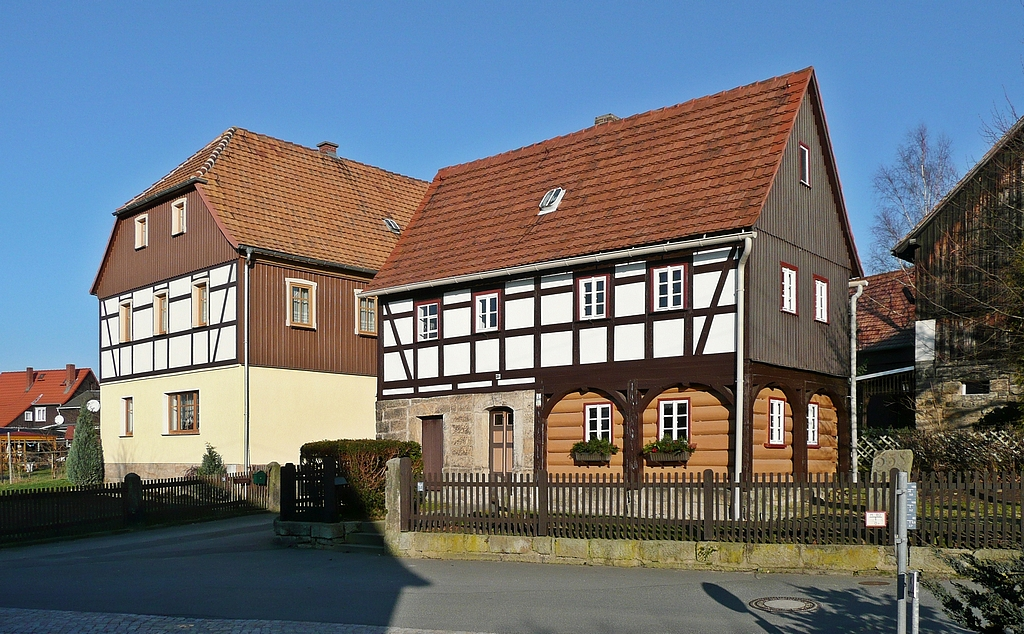
Das Dorfmuseum (Heimatstube) in Schöna
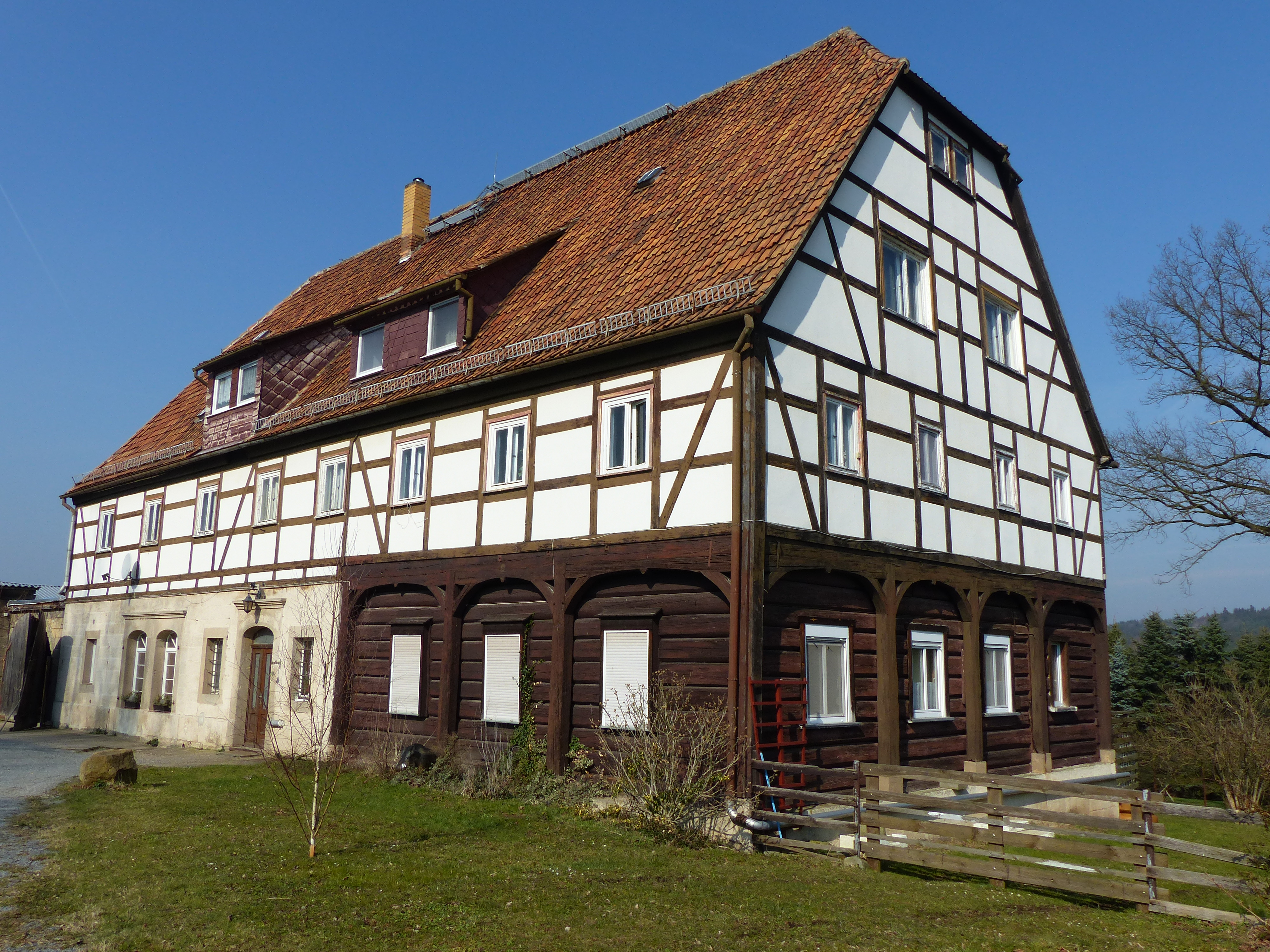
Das ehemalige Erblehngericht (erbaut 1820) in Kleingießhübel, ein typisches Umgebindehaus der Region

### Naturschutz
- Siehe auch: Liste der Naturdenkmale in Reinhardtsdorf-Schöna

## Söhne der Gemeinde
- Wilhelm Schaffrath (1814–1893), deutscher Jurist und Politiker
- Walter Hering (1910–1937), deutscher Widerstandskämpfer gegen das NS-Regime
- Erich Hering (1923–1978), Maler
- Walter Müller-Seidel (1918–2010), deutscher Germanist

## Verkehr
Der Bahnhof Schöna und der Haltepunkt Schmilka-Hirschmühle liegen an der Bahnstrecke Děčín–Dresden-Neustadt. Hier verkehren unter anderem Züge der S-Bahn Dresden.